# 勒库德赖-蒙索
勒库德赖-蒙索（法語：Le Coudray-Montceaux，法語發音：[lə kudʁɛ mɔ̃so] ⓘ）是法国法兰西岛大区埃松省的一个市镇，属于埃夫里区。该市镇于1839年由原市镇勒库德赖（Le Coudray）和蒙索（Montceaux）合并而成。

## 地理
勒库德赖-蒙索（48°33'57"N, 2°29'10"E）面积11.44 平方千米，位于法国法蘭西島大區埃松省，该省份为法国北部内陆省份，北起上塞纳省和马恩河谷省，西接厄尔-卢瓦省和伊夫林省，南至卢瓦雷省，东临塞纳-马恩省。
与勒库德赖-蒙索接壤的市镇（或旧市镇、城区）包括：科尔贝伊-埃松、楠迪、圣法尔若蓬蒂耶里、欧韦尔诺、舍瓦讷、梅讷西、塞纳河畔莫尔桑、奥尔穆瓦。
勒库德赖-蒙索的时区为UTC+01:00、UTC+02:00（夏令时）。

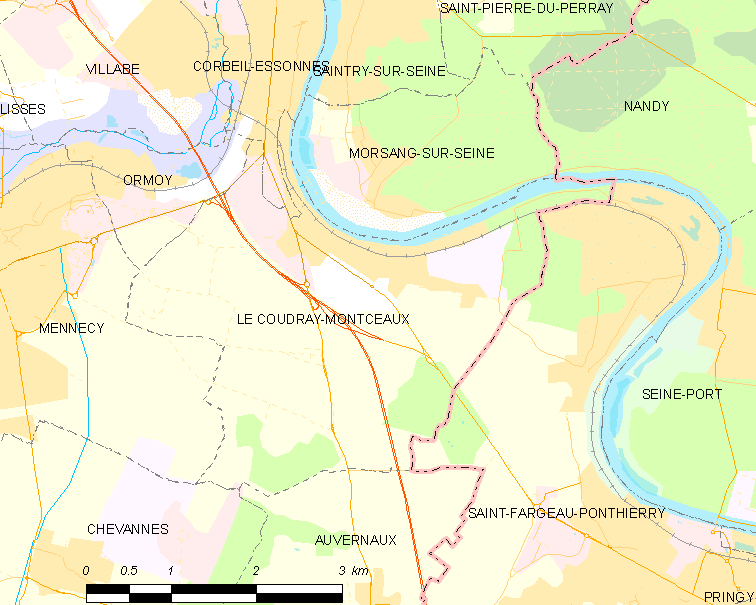
勒库德赖-蒙索的OSM定位图

## 行政
勒库德赖-蒙索的邮政编码为91830，INSEE市镇编码为91179。

## 政治
勒库德赖-蒙索所属的省级选区为梅讷西县。

## 人口

1962-2008年间勒库德赖-蒙索人口变化图示

勒库德赖-蒙索于2022年1月1日时的人口数量为4738人。